# وادي مكتب
وادي مُكَتَب هو أحد أودية شبه جزيرة سيناء بجمهورية مصر العربية، التي تعد بمثابة البوابة الشرقية لمصر وهمزة الوصل بين قارتي آسيا وإفريقيا، فهي تمتد ما بين البحر المتوسط شمالا والبحر الأحمر جنوبا، وما بين خليج العقبة وحدود مصر مع فلسطين شرقا، وخليج السويس وقناة السويس غربا، وقد أصبحت شبه جزيرة سيناء بهذا الموقع الجغرافي المتميز من أكثر المناطق الصحراوية في مصر جذبا للسكان، بل شهدت عبر مختلف العصور هجرات بشرية ما بين قارتي آسيا وإفريقيا بحكم كونها همزة الوصل الرئيسة بينهما، وكثيرا ما استقرت أعداد كبيرة من هذه الهجرات داخل شبه جزيرة سيناء في نقاط معينة، تدل على ذلك الأطلال والآثار والكتابات والنقوش القديمة. ومن هذه الهجرات التي جاءت إلى شبه جزيرة سيناء الأنباط، وهم قبائل بدوية عربية كانت تعيش خلال القرن السادس قبل الميلاد إلى الجنوب من دومة موطن بنی قیدار، وهي تقريبا المنطقة الواقعة بين حائل جنوبا والقصيم شمالا، أي في شمال منطقة نجد وخاصة الصحاري الواقعة شمال شرقي القصيم بالمملكة العربية السعودية، ثم دفعتهم ظروف ما، سواء كانت سياسية أم طبيعية، إلى ترك موطنهم الأصلي، والإقامة في المناطق التي يسكنها الآدوميون في شمال غرب شبه الجزيرة العربية (البتراء الأردن)، وذلك خلال القرن الرابع قبل الميلاد؛ فتحضرت هذه القبائل النبطية بحضارة الأدوميين، واستطاع الأنباط أن يكونوا لهم دولة عظيمة في شمال غرب شبه الجزيرة العربية (الأردن حاليا) امتدت حتى عام 106م. ويعد العصر الروماني أزهى عصر لوجود الأنباط في مصر، فقد كان هناك تحالف تجاري بين الأنباط والرومان؛ حيث شارك الأنباط الرومان في نقل السلع التجارية إلى مصر التي كانت محور الحركة التجارية الرومانية نظرا لقربها من مصادر الإنتاج، ويدل على ذلك النقوش النبطية التي سجلها التجار الأنباط المؤرخة بالعصر الروماني، والتي عثر عليها في شبه جزيرة سيناء والصحراء الشرقية. ونتج عن هذه العلاقة القوية بين الأنباط والرومان، أن الأنباط تحركوا في الأراضي المصرية بكل سهولة ويسر، فأصبحت شبه جزيرة سيناء مملوءة بالجماعات النبطية الكثيرة، منها ما يشتغل في التعدين ومنها ما يشتغل في التجارة. ومن الأماكن التي شهدت وجود الأنباط بشبه جزيرة سيناء وادي مكتب؛ حيث عثر فيه على كمية كبيرة من النقوش النبطية.

## موقع الوادي وأهميته
يقع وادي مُكَتَب في جنوب شبه جزيرة سيناء، في النطاق الجغرافي لمدينة أبو زنيمة التابعة لمحافظة جنوب سيناء، وعلى مقربة من وادي فيران ودير سانت كاترين. ويعد أحد أودية الجانب الغربي بشبه جزيرة سيناء؛ تلك الأودية التي تجري فيها مياه الأمطار لتصب في خليج السويس. وسمي وادي مكتب بهذا الاسم لكثرة الكتابات فيه، وأهمها الكتابات التي تركها الأنباط. وقد احتل هذا الوادي مكانة مرموقة منذ العصور القديمة؛ فقد كان معبرا للقوافل التجارية القادمة من الشرق إلى مصر وغرب إفريقيا؛ حيث كانت القوافل التجارية التي تسلك الطرق الجنوبية بسيناء تأتي من الشرق بداية من أيلة (العقبة حاليا) على رأس خلیج العقبة إلى ميناء دهب على الساحل الغربي لخليج العقبة، ثم تتوغل هذه القوافل برا إلى داخل سيناء لتصل إلى وادي فيران مرورا بجبل موسى، ثم تصل إلى وادي مكتب، ثم وادي سرابيط ثم وادي النصب، ثم وادي غرندل ثم منطقة رأس سدر على الساحل الشرقي لخليج السويس، ثم منطقة عيون موسی شمالا على الساحل نفسه، ومنها إلى القلزم (السويس حاليا)، ثم تتجه القوافل التجارية غربا إلى الدلتا ووادي النيل، ثم إلى مدينة الإسكندرية، وعندها تتجه هذه القوافل بحرا إلى أوروبا، وبرا إلى غرب إفريقيا؛ لذلك كان لوادي مكتب دور بارز في العصور القديمة، يدل على ذلك الكمية الكبيرة من النقوش والكتابات التي تركها الأنباط إحدى أشهر وأهم القوافل التجارية التي عبرت هذا الوادي".